# 굴절어
굴절어(屈折語, 영어: fusional language, inflected language)는 종합어(綜合語)의 한 유형으로, 문장 속의 문법적 기능에 따라 단어의 형태가 변화하는 언어이다. 한국어가 속해 있는 교착어(膠着語)와는 달리 어근과 접사의 구분이 명확하지 않다.
예를 들면, 라틴어 bonus(영어 의미: good)에서 접사 -us는 남성, 주격, 단수를 의미하며, 이런 특성 중에 하나를 바꾸려면 접사를 다른 접사로 대체해야 하는데, -um로 대체한다면 bonum은 남성 직접목적격 단수나 중성 직접목적격 단수 또는 중성 주격 단수를 나타낸다.
인도유럽어족의 산스크리트, 그리스어, 라틴어와 로망스어군, 러시아어, 벨라루스어, 우크라이나어, 독일어, 아이슬란드어, 폴란드어, 슬로바키아어, 체코어와 셈어파의 아랍어 등이 굴절어이다.

## 곡용
대부분의 굴절어는 명사와 형용사의 곡용을 특징으로 한다. 인도유럽어에서는 보통 격, 수, 성에 따라 명사 및 이를 수식하는 형용사의 뒷부분을 중심으로 곡용이 일어나며 대명사의 경우 단어 전체가 변화하기도 한다.

## 활용
굴절어에서는 또한 동사의 활용도 이루어질 수 있다. 동사는 성, 수, 인칭은 물론 서법, 태, 시제, 상 등에 맞추어 다양하게 활용될 수 있다.

## 같이 보기
- 교착어
- 언어 순환 진화 가설